# 카몬 타츠오
카몬 타츠오(일본어: 嘉門達夫, かもん たつお, 1959년 3월 25일 ~ )는 일본의 싱어송라이터로, 오사카부 이바라키시 출신이다. 본명은 토리카이 타츠오(일본어: 鳥飼 達夫, とりかい たつお)이다.

## 디스코그래피
- 〈촐랑이로 가자〉(お調子者で行こう, 1985년 6월 12일)
- 〈일상 ~컴온! 초 B급 오락음악~〉(日常 ～COM'ON!超B級娯楽音楽～, 1986년 2월 21일)
- 〈소시민 선언〉(小市民宣言, 1988년 11월 21일)
- 〈소시민 대전집〉(小市民大全集, 1989년 3월 21일)
- 〈바르셀로나〉(バルセロナ, 1989년 11월 21일)
- 〈리조트 계획〉(リゾート計画, 1990년 7월 21일)
- 〈잔치〉(宴, 1991년 3월 21일)
- 〈천부적 재능〉(天賦の才能, 1992년 1월 1일)
- 〈노도의 달인〉(怒涛の達人, 1992년 9월 9일)
- 〈니뽄의 즐길거리〉(NIPPONの楽しみ, 1993년 9월 22일)
- 〈오락의 전당〉(娯楽の殿堂, 1995년 1월 1일)
- 〈전가의 보도〉(伝家の宝刀, 1996년 1월 1일)
- 〈오마이갓〉(Oh!My God, 1997년 4월 9일)
- 〈종지〉(壺, 1997년 10월 1일)
- 〈웃는 여자〉(笑う女, 1998년 4월 1일)
- 〈정글 울기!!〉(ジャングル ウッキー!!, 1998년 11월 6일)
- お前はまちがっとる! (1999년 5월 21일)
- かもたつ (2000년 1월 21일)
- 〈적중이닷☆〉(図星でしょ☆, 2000년 11월 21일)
- 〈극적인 일상〉(劇的な日常, 2001년 4월 21일)
- 絶対キレイになってやる! (2002년 3월 21일)
- 〈증후군〉(症候群, 2002년 9월 21일)
- 〈달인전설 ~20주년 기념 앨범~〉(達人伝説～20周年記念アルバム～, 2003년 4월 23일)
- 〈인간들은 언제나 바보!〉(人類はいつの日もバカ!, 2004년 4월 21일)
- 〈유감스러운 소식 ~세상의 독신녀들에게 바침~〉(残念なお知らせ ～世の独身女性に捧ぐ～, 2005년 4월 21일)
- 〈원기회복 CD!!〉(元気が出るCD!!, 2005년 10월 21일)
- 〈소격왕〉(笑撃王, 2006년 4월 21일)
- アホダラ王国物語 (2006년 10월 25일)
- 〈언어의 힘!〉(言葉のチカラ!, 2007년 4월 25일)
- ｢これさえあればゴハン何杯でもたべられる｣と言って２杯で限界になっているアナタへ（2007년 10월 24일)
- 帰ってイモ食うて屁こいて寝よ！（2008년 5월 21일)